# Donbot (ботнет)
Donbot (также известен как Bachsoy) — ботнет, сделанный для рассылки спама (например, реклама лекарств для похудения или предложения по погашению долгов). Известен также за атаки на Twitter и Facebook. Получил своё название после обнаружения строки «don» в теле вируса. Был активен, как минимум, с 2009 до 2012 года. В 2009 имел размер ок. 125 ботов, находился на третьем месте по размеру после Rustock и Cutwail на первом месте и рассылал 800 млн сообщений со спамом в день (1,3 % от всего спама).